# Comuna de Turek
Turek (polaco: Gmina Turek) é uma gminy (comuna) na Polónia, na voivodia de Grande Polónia e no condado de Turecki. A sede do condado é a cidade de Turek.
De acordo com os censos de 2004, a comuna tem 7404 habitantes, com uma densidade 67,7 hab/km².

## Área
Estende-se por uma área de 109,42 km², incluindo:
- área agrícola: 69%
- área florestal: 24%

## Demografia
Dados de 30 de Junho 2004:
|                      | Total   | Total | Mulheres | Mulheres | Homens  | Homens |
| -------------------- | ------- | ----- | -------- | -------- | ------- | ------ |
|                      | pessoas | %     | pessoas  | %        | pessoas | %      |
| População            | 7404    | 100   | 3701     | 50       | 3703    | 50     |
| Densidade (pop./km²) | 67,7    | 100   | 33,8     | 33,8     | 33,8    | 33,8   |

De acordo com dados de 2002, o rendimento médio per capita ascendia a 1209,13 zł.

## Comunas vizinhas
- Brudzew, Dobra, Kawęczyn, Malanów, Przykona, Tuliszków, Turek, Władysławów